# راتینگن-لینتورف
راتینگن-لینتورف (به آلمانی: Lintorf) یک منطقهٔ مسکونی در آلمان است که در راتینگن واقع شده‌است.